# Rinaldo Bonanno
Pour les articles homonymes, voir Bonanno.
Rinaldo Bonanno, né en 1545 à Raccuja et mort en 1600 à Messine, est un sculpteur et architecte italien.

## Biographie
Bonanno est un sculpteur important de la seconde moitié du XVIe siècle en Sicile. Élève de Giovanni Agnolo et de Martino da Messina, puis de Martino Montanini qui succède à Giovanni Angelo Montorsoli sur le chantier de la cathédrale en 1577, l'influence de la tradition toscane et de Michel-Ange, présente à Messine avec de nombreux artistes, s'accompagne cependant dans l'œuvre de Bonanno d'éléments du gothique tardif qui s'expriment par exemple dans les riches draperies des figures, et d'influences des Gagini.
Il devient le gendre du sculpteur toscan Andrea Calamech et collabore à son atelier établi à Messine, travaillantnotamment  sur certaines chapelles de la cathédrale de Messine. En 1580, il travaille également à Massa pour le prince Alberico Cibo et à Carrare pour l'avancement des travaux du Canale delle Grondine. Artiste apprécié, il est l'auteur de nombreuses statues en bois et en marbre commandées par des églises de Sicile et du sud de la Calabre.
Sur les traces de son beau-père, il est également l'architecte, auteur, notamment, de la façade de l'église mère d'Alì Superiore (1584) et d'aménagements éphémères.
Malgré ses traits « archaïques », il est considéré par certains auteurs comme le plus grand sculpteur actif en Sicile dans la seconde moitié du XVIe siècle.